# Bartlett (condado de Carroll)
Bartlett es un lugar designado por el censo ubicado en el condado de Carroll en el estado estadounidense de Nuevo Hampshire. En el Censo de 2010 tenía una población de 373 habitantes y una densidad poblacional de 95,25 personas por km².

## Geografía
Bartlett se encuentra ubicado en las coordenadas 44°4′23″N 71°16′57″O / 44.07306, -71.28250. Según la Oficina del Censo de los Estados Unidos, Bartlett tiene una superficie total de 3.92 km², de la cual 3.85 km² corresponden a tierra firme y (1.59%) 0.06 km² es agua.

## Demografía
Según el censo de 2010, había 373 personas residiendo en Bartlett. La densidad de población era de 95,25 hab./km². De los 373 habitantes, Bartlett estaba compuesto por el 96.51% blancos, el 0.54% eran afroamericanos, el 0% eran amerindios, el 0% eran asiáticos, el 0% eran isleños del Pacífico, el 0% eran de otras razas y el 2.95% pertenecían a dos o más razas. Del total de la población el 1.07% eran hispanos o latinos de cualquier raza.